# Massanganus fästning

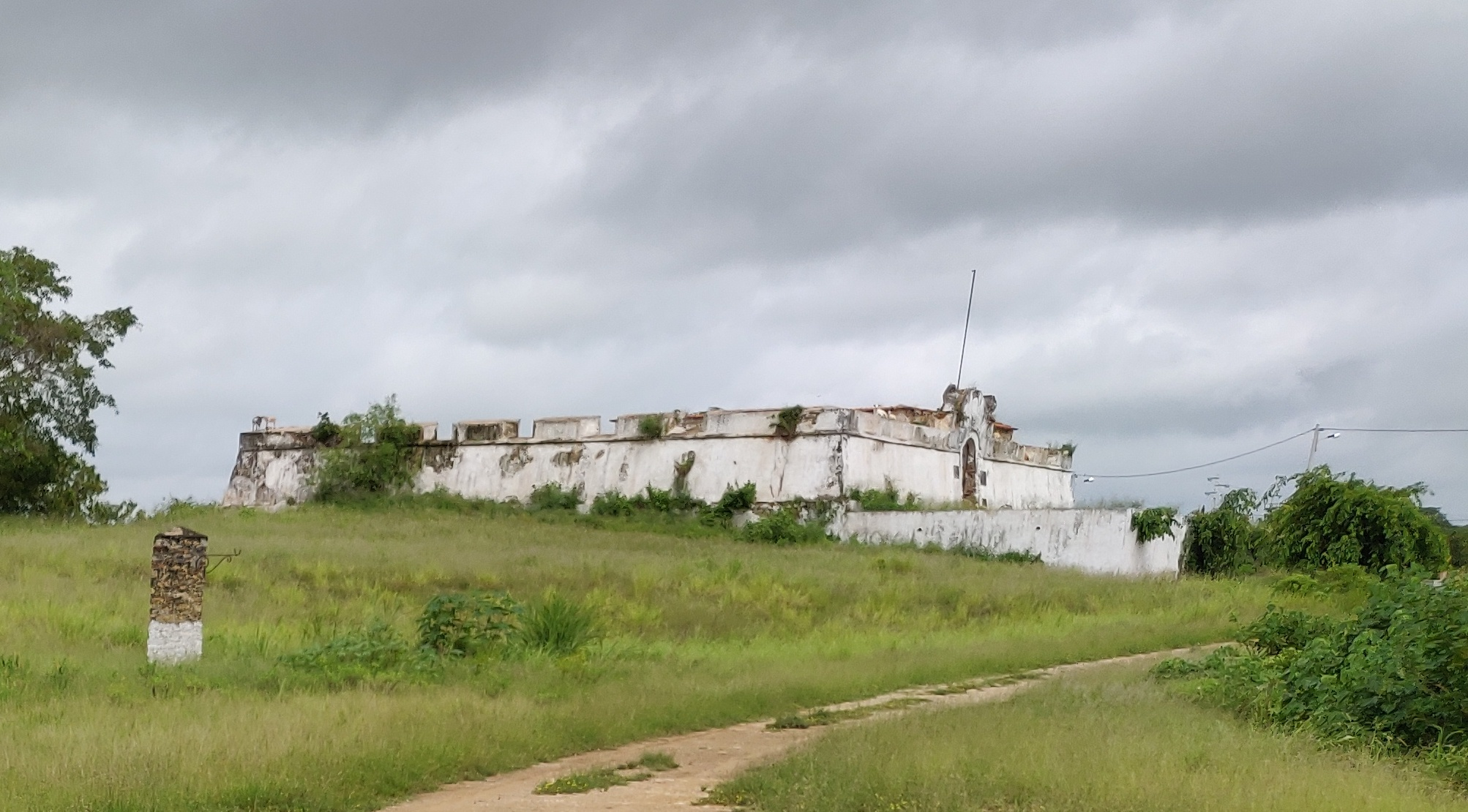

Massanganus fästning (portugisiska: Fortalesa de Massangano) är en fästning i byn Massangano i Camambe, provinsen Cuanza Norte i Angola.

## Historia
Platsen dyker upp 1580 där portugisiska styrkor besegrade kung Kiluange av Ngola vid slaget vid Massangano
1582 återvände de portugisiska styrkorna till Ngola, under ledning av Paulo Dias de Novais för att försöka tränga sig in i regionen i sökandet efter de legendariska silvergruvorna.
1583 började fästningen byggas på stranden av floden Kwanza. Fästningen hade en defensiv funktion som fängelse (för den militära koloniseringen) och garanterade den portugisiska ockupationen av regionen. Förutom den portugisiska militärens närvaro innebar fortet att man kunde bygga upp kommersiella nät i området, däribland för slavhandeln.
1640 anföll drottning Nzinga fästningen i Massangano, som då höll hennes två systrar, Cambu och Fungi. Före ockupationen av Luanda av Nederländska Västindiska kompaniet i augusti 1641 samlades de portugisiska styrkorna i  Massangano, och förblev där tills man lyckades återerövra området under ledning av Salvador Correia de Sá e Benevides i augusti 1648.

## Världsarvsstatus
Fästningen är sedan 22 november 1996 uppsatt på Angolas tentativa världsarvslista.